# Neathyrma iridescens
Neathyrma iridescens là một loài bướm đêm trong họ Noctuidae.